# 布艾
布艾（法語：Bouaye，法語發音：[bwɛ] 或 [bwɛj]）是法国大西洋卢瓦尔省的一个市镇，位于该省中部，属于南特区和南特都会区，其市镇面积为13.83平方公里，2022年1月1日时人口数量为8,281人。
布艾是南特都会区的组成部分，位于南特市区以西大约9公里处。

## 行政
布艾的邮政编码为44830，INSEE市镇编码为44018。

## 地理

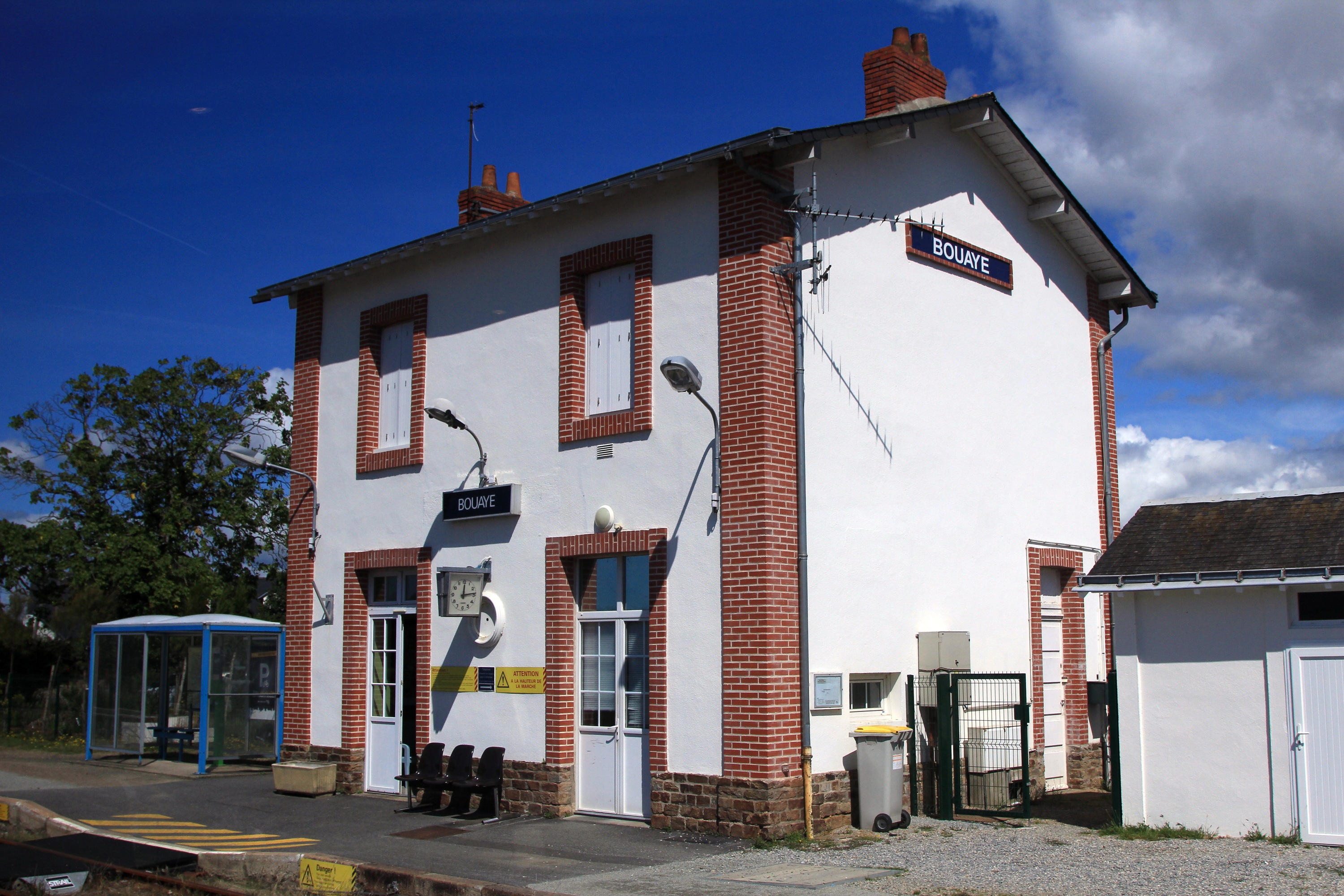
布艾火车站

布艾（47°8'37"N, 1°41'20"W）位于法国西北部，卢瓦尔河地区大区西部和大西洋卢瓦尔省中部。
与布艾接壤的市镇包括：布格奈、布兰、圣艾尼昂格朗略、圣莱热莱维涅、圣马尔德库泰、圣菲尔贝德格朗略。
阿什诺河（L'Acheneau）流经境内南部。
布艾境内地势平坦，海拔在3至44米之间。
按照柯本气候分类法，布艾属于较为典型的温带海洋性气候，全年温差较小，降水分布均匀。

## 历史
布艾历史上长期为一个普通村落，二战后逐渐形成居民区。

## 交通
布艾站停靠往返于南特和波尔尼克之间的区域列车。
大西洋卢瓦尔省D723线和D751线（快速公路）经过布艾西侧和北侧，另有省道D11线、D85线和D751A线在镇中心交汇。南特公交68路和88路经过布艾境内并设有站点。

## 人口
| 年份   | 1936  | 1946  | 1954  | 1962  | 1968  | 1975  | 1982  | 1990  | 1999  | 2005  | 2010  | 2015  | 2017  |
| ------ | ----- | ----- | ----- | ----- | ----- | ----- | ----- | ----- | ----- | ----- | ----- | ----- | ----- |
| 人口數 | 1 264 | 1 355 | 1 406 | 1 520 | 1 607 | 2 209 | 3 445 | 4 815 | 5 252 | 5 505 | 5 958 | 7 300 | 7 844 |

## 友好城市
- 義大利 莱西纳
- 英格兰 霍恩西